# Batrachomyia varipes
Batrachomyia varipes är en tvåvingeart som beskrevs av Malloch 1940. Batrachomyia varipes ingår i släktet Batrachomyia och familjen fritflugor. Inga underarter finns listade i Catalogue of Life.